# Arthur Baligot de Beyne
Artur Baligot de Beyne (n. 1821, Reims, Franța – d. 7 ianuarie 1884, Paris, Franța) a fost un ziarist (a colaborat la ziarul La Presse din Paris), cancelar al ambasadei Franței la Constantinopol și a susținut cu înflăcărare cauza românească în Revoluția de la 1848. A fost prieten bun cu Costache Negri și Vasile Alecsandri. La recomandarea lui Costache Negri, De Beyne va intra din octombrie 1860 în serviciile domnitorului Al. Ioan Cuza ca secretar princiar. Trebuie precizat faptul că la început Cuza îl folosește numai în misiuni diplomatice la Constantinopol și Paris. Mai târziu numai îl numește șeful cancelariei princiare. Baligot a rămas credincios domnitorului până la moartea acestuia și a păstrat legătura și cu Elena Cuza, sotia domnitorului, fiind preceptorul copiilor acesteia.